# DHB-Pokal 1999/2000
Der DHB-Pokal 1999/2000 war die 26. Austragung des Handballpokalwettbewerbs der Herren. Das Finale fand am 2. April 2000 in der mit 4.700 Besuchern ausverkauften Alsterdorfer Sporthalle in Hamburg statt. Sieger wurde zum dritten Mal in Folge der THW Kiel.

## Modus
Es traten 109 Mannschaften aus der Bundesliga, der 2. Bundesliga, der Regionalliga, der Oberliga und dem Landesverband unterhalb der Oberliga im K.-o.-System gegeneinander an. Es wurden fünf Hauptrunden ausgetragen. Danach erfolgte die weitere Ausspielung mit zwei Halbfinalspielen und einem Finale im Final Four.

## 1. Runde
Die Begegnungen der 1. Runde fanden, ohne Beteiligung der 18 Erstligavereine, hauptsächlich am 4. und 5. September 1999 statt. Der TSV Ottobeuren kam durch ein Freilos in die 2. Runde.
| Heimmannschaft                   |   | Gastmannschaft                 | Ergebnis    |
| -------------------------------- | - | ------------------------------ | ----------- |
| OHV Aurich                       | – | TV Brechten                    | 23:21       |
| HC 93 Bad Salzuflen              | – | SV Post Schwerin               | 25:26       |
| TuS 97 Bielefeld-Jöllenbeck      | – | SG VfL/BHW Hameln              | 19:29       |
| TV Emsdetten                     | – | Dessauer HV                    | 28:29       |
| HSG Tarp-Wanderup                | – | TSV Altenholz                  | 28:24       |
| SG Wilhelmsburg                  | – | HSG Blau-Weiß Spandau          | 20:27       |
| VfL Lichtenrade                  | – | VfL Fredenbeck                 | 17:22       |
| HSG-NSF-Südost Berlin            | – | TSV Ellerbek                   | 15:22       |
| SZ Ohrstedt                      | – | DHK Flensborg                  | 13:22       |
| TSV Altenholz II                 | – | HC Halle                       | 17:18       |
| TSV Barsinghausen                | – | HSG Lüneburg                   | 25:20       |
| SG Niebüll/Süderlügum            | – | HC Empor Rostock               | 22:19       |
| Ahlener SG                       | – | TV Jahn Duderstadt             | 22:24       |
| TSG Bielefeld                    | – | Stralsunder HV                 | 32:17       |
| Ibbenbürener Spvg                | – | SV Anhalt Bernburg             | 29:28 n. V. |
| SV Alfeld                        | – | 1. SV Concordia Delitzsch      | 16:22       |
| SV Herbede                       | – | Wilhelmshavener HV             | 23:31       |
| ATS Bexhövede                    | – | TV Angermund                   | 17:23       |
| TuS Spenge                       | – | TV Grambke Bremen              | 19:25       |
| Eintracht Hildesheim             | – | FSV 1895 Magdeburg             | 27:20       |
| HSG Schülp/Westerrönfeld         | – | HG 85 Köthen                   | 15:21       |
| SG VTB Altjührden                | – | Polizei SV Berlin              | 27:36       |
| TG Münden                        | – | HSW Humboldt Berlin            | 25:12       |
| SG Solingen                      | – | HSV Düsseldorf                 | 27:26       |
| HC Neuenbürg 2000                | – | TSV Trudering                  | 21:24 n. V. |
| SG Brotdorf/Mettlach             | – | DJK SF Budenheim               | 24:27       |
| TV Gelnhausen                    | – | TV Kornwestheim                | 19:18       |
| SHV Oschatz                      | – | SG Leutershausen               | 21:33       |
| Longericher SC                   | – | CSG Erlangen                   | 19:24       |
| TSV Bad Saulgau                  | – | TSV Bayer Dormagen II          | 20:15       |
| Eschweger TSV                    | – | HSG Gensungen/Felsberg         | 22:25       |
| TSV Scharnhausen                 | – | Frisch Auf Göppingen           | 25:30       |
| VfL Eintracht Hagen              | – | TVA Saarbrücken                | 26:31       |
| TuS Durmersheim                  | – | HSG Mülheim-Kärlich/Bassenheim | 25:23       |
| SG Bruchköbel                    | – | HSG Haßloch/Hochdorf           | 21:27       |
| TuS 04 Kaiserslautern-Dansenberg | – | DJK Unitas Haan                | 21:23       |
| 1. Sonneberger SC 04             | – | Wermelskirchener TV            | 24:26       |
| VfL Pfullingen                   | – | MSG Melsungen-Böddiger         | 26:28 n. V. |
| HG Oftersheim/Schwetzingen       | – | SG Köndringen/Teningen         | 22:21       |
| HC Einheit Plauen                | – | TSG Herdecke                   | 12:26       |
| EHV Aue                          | – | TSG Friesenheim                | 29:27 n. V. |
| TBS Saarbrücken                  | – | HSG Römerwall                  | 26:28       |
| TuSpo Obernburg                  | – | HG Erlangen                    | 28:34       |
| SG Saulheim                      | – | HSC Bad Neustadt               | 21:32       |
| SV Hermsdorf                     | – | TSV Östringen                  | 15:26       |

## 2. Runde
Die Begegnungen der 2. Runde fanden am 6. Oktober 1999 statt.
| Heimmannschaft             |   | Gastmannschaft            | Ergebnis      |
| -------------------------- | - | ------------------------- | ------------- |
| TV Jahn Duderstadt         | – | THW Kiel                  | 19:33 (6:17)  |
| TuS Schutterwald           | – | TV Großwallstadt          | 19:20 (8:9)   |
| HG 85 Köthen               | – | TBV Lemgo                 | 21:33 (10:15) |
| Ibbenbürener Spvg          | – | GWD Minden                | 21:36 (11:16) |
| HSG Tarp-Wanderup          | – | SG Flensburg-Handewitt    | 23:36 (10:19) |
| SG Niebüll/Süderlügum      | – | TUSEM Essen               | 15:34 (5:17)  |
| TG Münden                  | – | SC Magdeburg              | 16:32 (9:16)  |
| Eintracht Hildesheim       | – | HSG Nordhorn              | 22:28 (13:13) |
| OHV Aurich                 | – | VfL Bad Schwartau         | 27:31 (12:16) |
| TSG Bielefeld              | – | TuS Nettelstedt           | 28:27 (14:13) |
| HSC Bad Neustadt           | – | SG W/M Frankfurt          | 17:34 (9:17)  |
| DJK Unitas Haan            | – | TV Willstätt              | 18:25 (5:11)  |
| HG Oftersheim/Schwetzingen | – | ThSV Eisenach             | 21:25 (11:13) |
| Frisch Auf Göppingen       | – | TSV Bayer Dormagen        | 26:25 (10:13) |
| TSV Ottobeuren             | – | HC Wuppertal              | 22:31 (10:15) |
| TV Gelnhausen              | – | VfL Gummersbach           | 22:33 (9:15)  |
| TSV Trudering              | – | HSG Wetzlar               | 18:28 (8:15)  |
| DHK Flensborg              | – | SV Post Schwerin          | 25:27 (12:13) |
| HC Halle                   | – | TV Angermund              | 22:25 (10:12) |
| TSV Barsinghausen          | – | VfL Fredenbeck            | 24:31 (11:17) |
| Dessauer HV                | – | 1. SV Concordia Delitzsch | 23:15 (11:5)  |
| Wilhelmshavener HV         | – | HSG Blau-Weiß Spandau     | 25:18 (10:13) |
| TSV Ellerbek               | – | TV Grambke Bremen         | 21:22 (10:12) |
| SG VTB Altjührden          | – | SG VfL/BHW Hameln         | 18:30 (8:16)  |
| SG Leutershausen           | – | SG Solingen               | 22:20 (9:8)   |
| Wermelskirchener TV        | – | TVA Saarbrücken           | 23:24 (11:13) |
| HSG Haßloch/Hochdorf       | – | HSG Gensungen/Felsberg    | 20:29 (8:15)  |
| HSG Römerwall              | – | EHV Aue                   | 30:32 (15:17) |
| TuS Durmersheim            | – | TSV Östringen             | 17:24 (6:11)  |
| TSV Saulgau                | – | TSG Herdecke              | 17:28 (8:14)  |
| DJK SF Budenheim           | – | HG Erlangen               | 24:31 (11:11) |
| SG Melsungen/Böddiger      | – | CSG Erlangen              | 24:18 (13:12) |

## 3. Runde
Die Begegnungen der 3. Runde fanden hauptsächlich am 17. November 1999 statt.
| Heimmannschaft         |   | Gastmannschaft         | Ergebnis      |
| ---------------------- | - | ---------------------- | ------------- |
| Wilhelmshavener HV     | – | THW Kiel               | 23:28 (10:15) |
| TSG Herdecke           | – | VfL Gummersbach        | 24:30 (13:13) |
| Frisch Auf Göppingen   | – | SC Magdeburg           | 20:31 (7:14)  |
| HC Wuppertal           | – | TV Willstätt           | 26:21 (14:6)  |
| SG Melsungen/Böddiger  | – | TBV Lemgo              | 23:29 (7:17)  |
| TSG Bielefeld          | – | Dessauer HV            | 27:22 (12:10) |
| SV Post Schwerin       | – | VfL Fredenbeck         | 22:16 (11:9)  |
| HSG Gensungen/Felsberg | – | HSG Nordhorn           | 17:29 (9:12)  |
| TV Grambke Bremen      | – | TUSEM Essen            | 27:33 (16:19) |
| TV Angermund           | – | SG Leutershausen       | 21:25 (13:10) |
| HG Erlangen            | – | TVA Saarbrücken        | 35:23 (11:12) |
| GWD Minden             | – | HSG Wetzlar            | 25:24 (13:13) |
| EHV Aue                | – | TV Großwallstadt       | 24:21 (13:13) |
| SG VfL/BHW Hameln      | – | VfL Bad Schwartau      | 21:28 (10:14) |
| TSV Östringen          | – | SG Flensburg-Handewitt | 20:28 (7:17)  |
| SG W/M Frankfurt       | – | ThSV Eisenach          | 27:23 (9:11)  |

## 4. Runde
Die Begegnungen der 4. Runde fanden am 15. und 16. Dezember 1999 statt.
| Heimmannschaft    |   | Gastmannschaft         | Ergebnis                          |
| ----------------- | - | ---------------------- | --------------------------------- |
| THW Kiel          | – | HSG Nordhorn           | 27:24 (13:15)                     |
| HC Wuppertal      | – | TBV Lemgo              | 26:24 (23:23, 22:22, 12:12) n. V. |
| VfL Bad Schwartau | – | TSG Bielefeld          | 38:18 (18:9)                      |
| VfL Gummersbach   | – | SV Post Schwerin       | 31:24(14:12)                      |
| HG Erlangen       | – | SC Magdeburg           | 25:28 (8:12)                      |
| GWD Minden        | – | SG Leutershausen       | 30:23 (14:13)                     |
| EHV Aue           | – | SG Flensburg-Handewitt | 23:30 (13:14)                     |
| SG W/M Frankfurt  | – | TUSEM Essen            | 28:21 (12:10)                     |

## 5. Runde
Die Begegnungen der 5. Runde fanden hauptsächlich am 16. Februar 2000 statt.
| Heimmannschaft         |   | Gastmannschaft    | Ergebnis      |
| ---------------------- | - | ----------------- | ------------- |
| THW Kiel               | – | SC Magdeburg      | 29:27 (14:11) |
| GWD Minden             | – | VfL Bad Schwartau | 28:23 (16:11) |
| SG Flensburg-Handewitt | – | VfL Gummersbach   | 25:22 (12:9)  |
| SG W/M Frankfurt       | – | HC Wuppertal      | 34:31 (15:15) |

## Final Four
Die Pokalendrunde wurde am 1. und 2. April 2000 in der Alsterdorfer Sporthalle in Hamburg ausgetragen.

### Halbfinale
Die Halbfinalspiele wurden am 1. April 2000 ausgetragen.
| Heimmannschaft         |   | Gastmannschaft   | Ergebnis                         |
| ---------------------- | - | ---------------- | -------------------------------- |
| SG Flensburg-Handewitt | – | GWD Minden       | 27:20 (11:11)                    |
| THW Kiel               | – | SG W/M Frankfurt | 28:27 (25:24, 24:24, 13:9) n. V. |

### Finale
Das Finale um den DHB-Pokal wurde am 2. April 2000 um 14.15 Uhr ausgetragen.
| Heimmannschaft         |   | Gastmannschaft | Ergebnis                          |
| ---------------------- | - | -------------- | --------------------------------- |
| SG Flensburg-Handewitt | – | THW Kiel       | 25:26 (21:23, 20:20, 11:11) n. V. |

SG Flensburg-Handewitt: Holpert, Haagen – Kjendalen , Bjerre (1), Fegter (1), Hjermind  (5/2), Hahn (1), Jørgensen (1), Christiansen  (4/3), Klimovets (3), Knorr  (6), Berge (3)
THW Kiel: Ege, Geerken – Wislander  (3), Jacobsen (13/6), Schwenke, Peruničić  (1), Petersen  (1), Lövgren (3), Schmidt (2), Scheffler, Kibat, Olsson  (3)